# Gomba
Gomba è un comune dell'Ungheria di 2.996 abitanti (dati 2008) situato nella contea di Pest, nell'Ungheria settentrionale.